# Ахтырский, Владимир Степанович
Владимир Степанович Ахтырский — советский хозяйственный и политический деятель, лауреат Государственной премии СССР за выдающиеся достижения в труде.

## Биография
Родился в 1936 году в Сухуме. Член КПСС.
- В 1953—1955 гг. — разнорабочий, поездной кочегар в паровозном депо Мелитополя.[1]
- В 1955—1958 гг. — военнослужащий в группе Советских войск в Германии.[1]
- В 1958—1961 гг. — токарь, фрезеровщик, шлифовщик, слесарь Мелитопольского завода тракторных гидроагрегатов.[1]
- В 1961—1992 гг. — бригадир станочников Мелитопольского завода тракторных гидроагрегатов.[1]

За высокую эффективность и качество работы на основе комплексного совершенствования процессов машиностроительного производства был в составе коллектива удостоен Государственной премии СССР за выдающиеся достижения в труде 1978 года
Делегат XXV съезда КПСС.
Почётный гражданин города Мелитополя (1988).
Умер в Мелитополе в 2003 году.